# 엄민지
엄민지(1991년 2월 1일 ~ )는 대한민국의 여자 컬링 선수이다. 2014년 동계 올림픽에 출전하였다.

## 학력
- 2003년 한양초등학교 졸업
- 2006년 신구중학교 졸업
- 2009년 현대고등학교 졸업
- 2013년 성신여자대학교 체육교육학과 학사